# Lagoa do Caldeirão
Lagoa do Caldeirão (portugiesisch für „Kesselsee“) ist der einzige See der portugiesischen Azoren-Insel Corvo. Er liegt auf dem Grund der Caldera des Monte Gordo und bedeckt davon etwa 25 Hektar. Sein Wasser ist mesotroph.
Genau genommen muss man von einer Seenlandschaft und nicht von einem See sprechen, da zwei dicht beieinander liegende Seen gemeint sind, die man in einen zirka 9 Hektar großen östlichen und einen zirka 15–16 Hektar großen westlichen See unterscheiden kann. Doch selbst in amtlichen Dokumenten der Regionalregierung der Azoren wird immer nur von einem See gesprochen. Bei Trockenheit können sich noch mehr Teilseen bilden, da die Seen sehr seicht sind und der Übergang zu sumpfigem Gebiet insbesondere beim westlichen See ohnehin teilweise fließend ist.
Nach längerem Regen füllt sich der See auf und das überschüssige Wasser fällt dann auf der Westseite der Insel steil ins Meer hinab.
Nach einer Sage sind die Inseln des Sees ein Spiegelbild der Azoren.